# Apodicarpum
Apodicarpum  (лат.) — монотипный род двудольных растений семейства Зонтичные (Apiaceae), включающий вид Apodicarpum ikenoi Makino. Выделен японским ботаником Макино Томитаро в 1891 году.

## Распространение, описание
Единственный вид является эндемиком Японии, распространённым на острове Хонсю.
Небольшие многолетние травянистые растения. Корневище утолщённое. Стебель высотой около 30 см. Листья овальные, собраны в листовки по 2—4 пары. Цветки мелкие, белого цвета, собраны в соцветие-зонтик. Плоды овальной формы размером 2—3 мм. Цветут в мае.

## Замечания по охране
В японской префектуре Айти считается исчезающим видом.